# JOnAS
JOnAS – darmowy serwer aplikacji napisany w Java zgodny z Java EE 6 (dawniej J2EE), rozwijany przez organizację OW2.